# Vigliano d’Asti
Vigliano d’Asti (piemontiul: Vijan) település Olaszországban, Piemont régióban, Asti megyében. Lakosainak száma 815 fő (2023. január 1.). Vigliano d’Asti Asti, Mongardino, Rocca d’Arazzo, Isola d’Asti és Montegrosso d’Asti községekkel határos.

## Népesség
A település lakossága az elmúlt években az alábbi módon változott:
| Lakosok száma | 811  | 794  | 815  |
|               | 2017 | 2018 | 2023 |